# Safaa Al-Jumaili
Safaa Al-Jumaili (* 1. Januar 1990 in Diyala) ist ein irakischer Gewichtheber.

## Karriere
Al-Jumaili war 2009 und 2010 Junioren-Asienmeister. Bei den Aktiven belegte er bei den Weltmeisterschaften 2009 den 20. und bei den Weltmeisterschaften 2010 den 17. Platz in der Klasse bis 77 kg. Bei den Panarabischen Spielen 2011 gewann er in der Klasse bis 85 kg die Bronzemedaille. 2012 wurde er Vierter bei den Asienmeisterschaften. Im selben Jahr nahm er in London an den Olympischen Spielen teil, bei denen er den 13. Platz erreichte. 2013 war er bei den Asienmeisterschaften Zweiter. Allerdings wurde er bei der Dopingkontrolle positiv auf Stanozolol getestet und für zwei Jahre gesperrt. Nach seiner Sperre wurde er bei den Asienmeisterschaften 2015 Sechster.